# Carmen Lenzi Mozzani

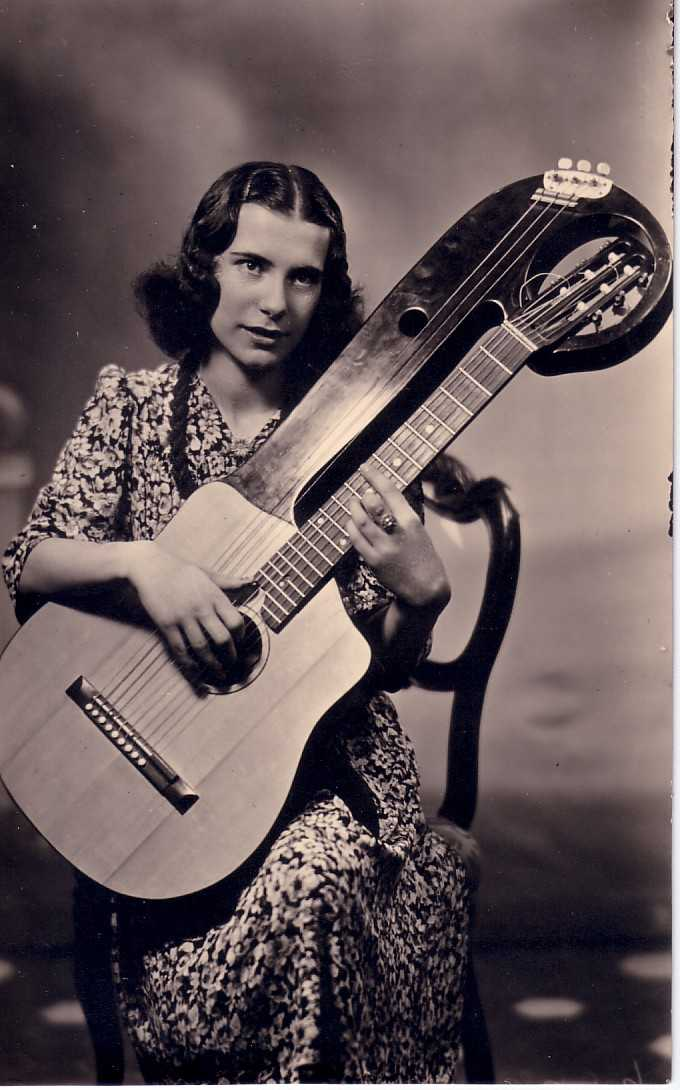
Carmen Lenzi Mozzani con una chitarra lyra Luigi Mozzani

Carmen Lenzi Mozzani (Renazzo, 1923 – Pesaro, 1969) è stata una chitarrista e compositrice italiana.

## Biografia
Carmen Lenzi Mozzani è stata una figura di rilievo nell'ambito musicale italiano e una grande chitarrista, che ha ottenuto importanti riscontri e riconoscimenti tanto nel campo concertistico che in quello dell'insegnamento e della didattica musicale.
Rimasta orfana del padre a soli cinque anni, fu allevata dal nonno, il Maestro Luigi Mozzani, caposcuola della chitarra classica italiana.
Concertista e liutaio, Mozzani fu un grande innovatore della tecnica chitarristica, cui diede nuove e moderne basi. Con gli studi e l'attività di tutta una vita, egli contribuì in modo decisivo a riportare la chitarra alle sue tradizioni classiche, e la sua tecnica ebbe una influenza innovatrice su tutte le scuole d'Europa. Per Carmen, fu una grande fortuna vivere e lavorare al suo fianco, ricevendo da lui sia una completa educazione alla musica che l'apprendimento dello strumento. Poté iniziare sotto la sua guida anche l'attività di insegnamento e gli rimase accanto fino alla sua morte, avvenuta nel 1943.

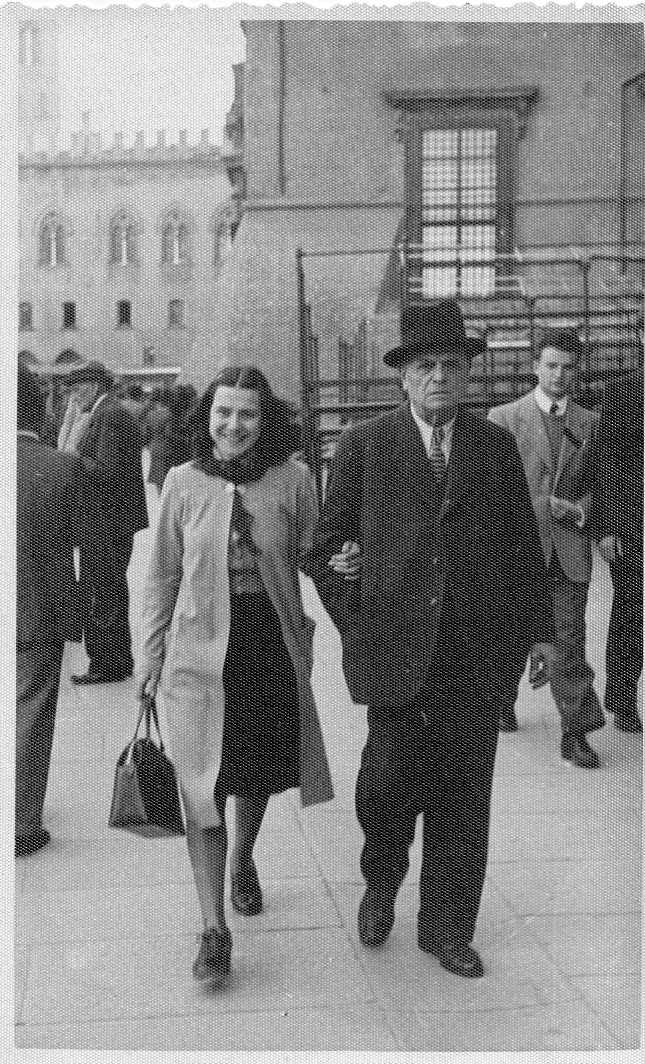
Con Luigi Mozzani.

Negli anni successivi Carmen Lenzi Mozzani ampliò le proprie conoscenze e la tecnica musicale studiando la musica antica con il maestro Heinz Bischoff, insegnante di liuto e chitarra al Conservatorio di Monaco e al Mozarteum di Salisburgo, nonché la musica spagnola e il “flamenco” con il Maestro Manuel Lopez Ramos e con Costa Proakis.
Nel 1955 ottenne il Diploma di idoneità all'insegnamento della chitarra della Società Internazionale Chitarristi.
Per due anni fu insegnante di chitarra al Liceo Musicale di Rovereto, e dal 1943 al 1947 presso la “Liuteria Comunale Luigi Mozzani” della stessa città. In questa liuteria venivano impartite lezioni di chitarra, violino, solfeggio, acustica, vernici e tecnica di costruzione di strumenti da concerto, ad arco e a pizzico.
Nel 1945 iniziò l'attività di concertista e negli anni successivi tenne concerti come solista in numerose e prestigiose sedi, a Bologna, Modena, Milano, Bolzano, Rovereto, Vercelli, Zurigo, Grenchen,  oltre che alla radio di Milano, Bolzano, Zurigo e per la televisione svizzera.
Non meno rilevante fu l'attività didattica, nella quale seppe formare diverse generazioni di allievi, capaci a loro volta di affermarsi in seguito tanto nell'attività concertistica che in quella dell'insegnamento e della composizione. Fra questi vanno citati Luigi Mariotti, Bela Klar, Mariano Andreolli, Carlo Domeniconi, Heinrich Schmidl, Giampiero De Giorgi, Giorgio Nottoli, Michelangelo Severi, Ferrante Faedi, e altri ancora.
Fra le pubblicazioni, vanno ricordate: per la Casa Editrice Farfisa, nel 1961, il brano originale “Canto triste”; per la casa editrice Berbén, nel 1957, una revisione degli “Otto pezzi per chitarra solista” e nel 1964 una revisione con diteggiatura del brano “Priére” entrambi lavori di Luigi Mozzani; sempre con La Berben nel 1965, un'intera revisione, con testo e diteggiatura,  del metodo completo in tre volumi di Ferdinando Carulli. 
Fu anche collaboratrice di riviste specializzate e di diffusione quali “Arte chitarristica”, “Eco della musica”, “Strumenti e musica”,  e altri, con articoli di tecnica e cultura chitarristica.
Tra i suoi titoli vanno menzionati anche:
Direttore del “Centro di chitarra classica Rovereto - Riva” per la Comunità delle Arti (1957/1958).
Socia onoraria della Società “Francisco Tárrega” di Barcellona dal 1958.
Medaglia d'oro al congresso tecnico di Pavia (1959).
Membro della commissione giudicatrice dei concorsi nazionali di Ancona (1963, 1964, 1965).
Dal 1965 membro del Consiglio direttivo nazionale della As.ch.it. (Associazione chitarristica italiana).
Dal 1963 al 1969 docente di chitarra presso il Conservatorio Gioachino Rossini di Pesaro.
Sposata con Carlo Tamburini, ha avuto con lui due figli: Serena Tamburini, oggi compositrice e docente di Musica Elettronica, e Alessandro Tamburini, insegnante e scrittore.
La sua salma riposa nel cimitero di Renazzo.